# Панкратов, Владимир Иосифович
Влади́мир Ио́сифович Панкра́тов (род. 13 мая 1939, Москва, РСФСР, СССР — 15 февраля 2007) — начальник Главного управления внутренних дел Москвы (1992—1995). Генерал-лейтенант милиции. Мастер спорта СССР международного класса, призёр чемпионатов СССР по самбо.

## Биография
Родился 13 мая 1939 года в Москве в многодетной семье. Отец: Панкратов Иосиф Игнатьевич (1911—?) — сапёр, участник Великой Отечественной войны, вернулся с фронта в 1942 году инвалидом первой группы. Мать: Панкратова Марфа Петровна. Обучался в 623-й школе, в восьмом классе стал заниматься гимнастикой, а через год получил второй разряд. В 1956 году подал документы в ВУЗ, недобрал до поступления два балла. В 1958 году окончил Московскую специальную среднюю школу милиции МВД СССР, начал служить помощником оперуполномоченного отдела спецслужбы УВД Мосгорисполкома.
В 1970-е годы Панкратов возглавил первую экспериментальную оперативную группу на базе ГУВД Москвы, в состав которой входили биатлонисты, стрелки и самбисты.
В 1992—1995 годах — начальник ГУВД Москвы. В октябре 1993 года во время разгона Съезда народных депутатов и Верховного Совета России командовал милицией, осаждавшей здание Верховного Совета.
7 октября 1993 года прокурор Москвы Геннадий Пономарёв возбудил уголовное дело против В. Панкратова — за жестокое избиение демонстрантов сотрудниками МВД, подчинёнными Панкратова. Позже дело было закрыто.
2 марта 1995 года отстранён от должности по указанию президента Бориса Ельцина и министра внутренних дел Виктора Ерина, после убийства Владислава Листьева. С 1995 года руководил службой ГО и ЧС Москвы.
Скончался 15 февраля 2007 года после тяжёлой и продолжительной болезни. Похоронен на Троекуровском кладбище.

## Спортивная биография
Владимир Панкратов занимался самбо, выступал за ДСО «Динамо» в весовой категории до 77 кг.
В 1960 году Владимир Панкратов выполнил норматив мастера спорта по самбо. Панкратов отличался хорошей техникой борьбы, один из применяемых им вариантов подсечки даже получил в среде самбистов собственное название — «Панкратовская подсечка».
В 1962 году в Кишинёве первый раз стал призером чемпионата СССР (в весовой категории до 77 кг), проиграв финал Илье Ципурскому. Анатолий Бондаренко, будущий шестикратный чемпион СССР, будущий чемпион Европы по дзюдо, стал третьим. На следующий год на чемпионате в Тбилиси призерами стали они же — только в другой последовательности: Бондаренко — чемпион, Ципурский — второй, Панкратов — третий.
В 1963 году Панкратов в составе команды из четырёх выдающихся советских спортсменов-самбистов (кроме Панкратова в неё входили Олег Степанов (весовая категория до 68 кг), Генрих Шульц и Дурмишхан Беруашвили (оба в весовой категории свыше 80 кг) триумфально выступил в предолимпийском турнире по дзюдо, проходившем в Японии.
В 1970-е годы был председателем Московской федерации борьбы самбо.
Именем Панкратова назван клуб спортивных единоборств «Динамо-Москва», расположенный в северном административном округе Москвы; 12—14 мая 2009 года проводился чемпионат по самбо среди сотрудников московской милиции, посвящённый его памяти.